# Estaño
El estaño es un elemento químico de símbolo Sn (del latín stannum) y número atómico 50. Está situado en el grupo 14 de la tabla periódica de los elementos. Se conocen 10 isótopos estables. Su principal mena es la casiterita.

## Características del estaño

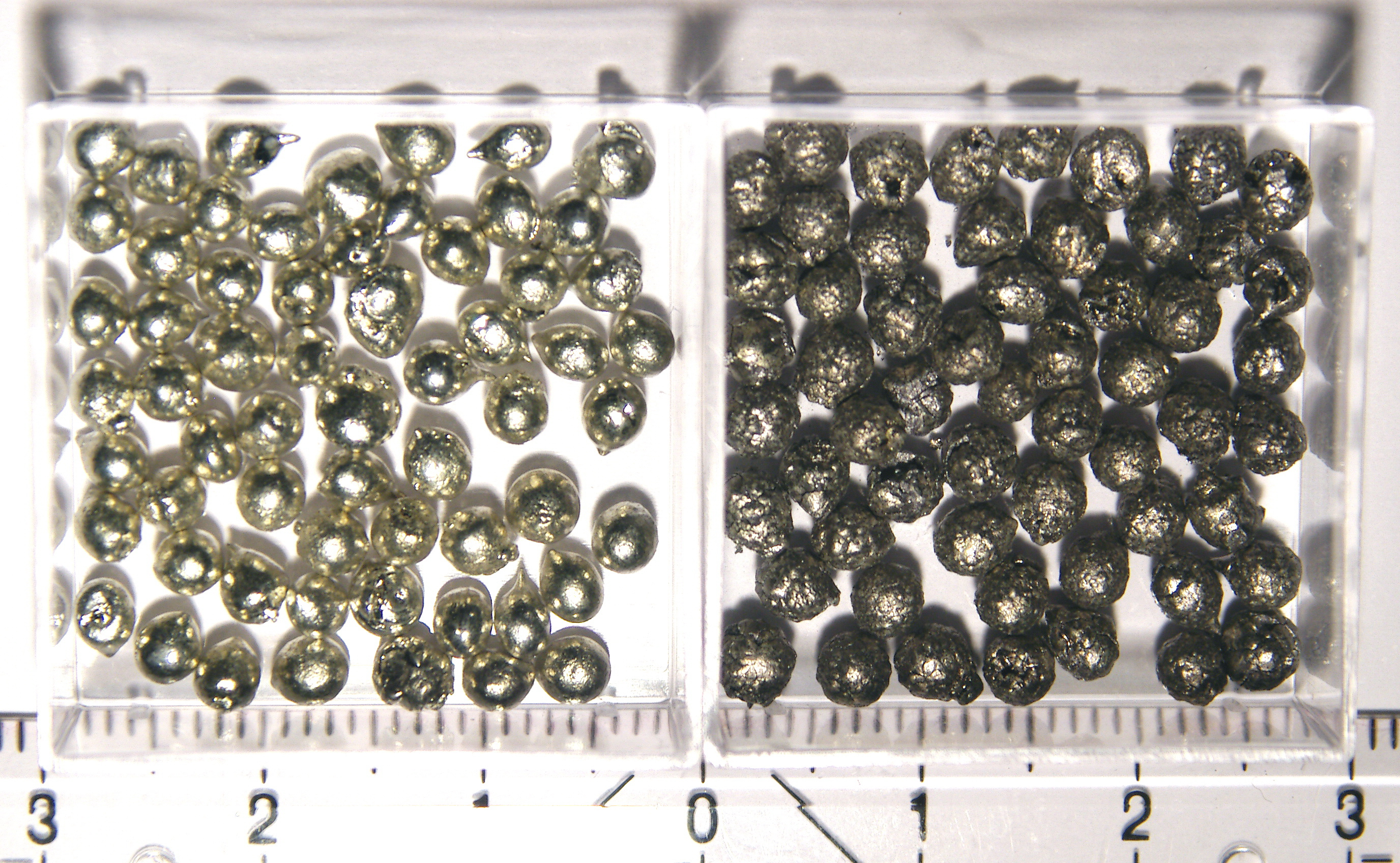
Estaño: β (izquierda) y α (derecha).

Es un elemento sólido a temperatura ambiente (20 °C). Es maleable, y se oxida de forma superficial a dicha temperatura. Este efecto lo hace resistente a la corrosión. Se encuentra además en muchas aleaciones. 
Al doblar una barra de este metal se produce un sonido característico llamado grito del estaño por la fricción de los cristales que la componen. Una de sus características más llamativas es que, bajo determinadas condiciones térmicas, sufre la peste del estaño.
El estaño puro tiene dos variantes alotrópicas: el estaño gris, polvo no metálico, semiconductor, de estructura cúbica y estable a temperaturas inferiores a 13,2 °C, que es muy frágil y tiene un peso específico más bajo que el blanco; y el estaño blanco, el normal, metálico, conductor eléctrico, de estructura tetragonal y estable a temperaturas por encima de 13,2 °C.

### Físicas

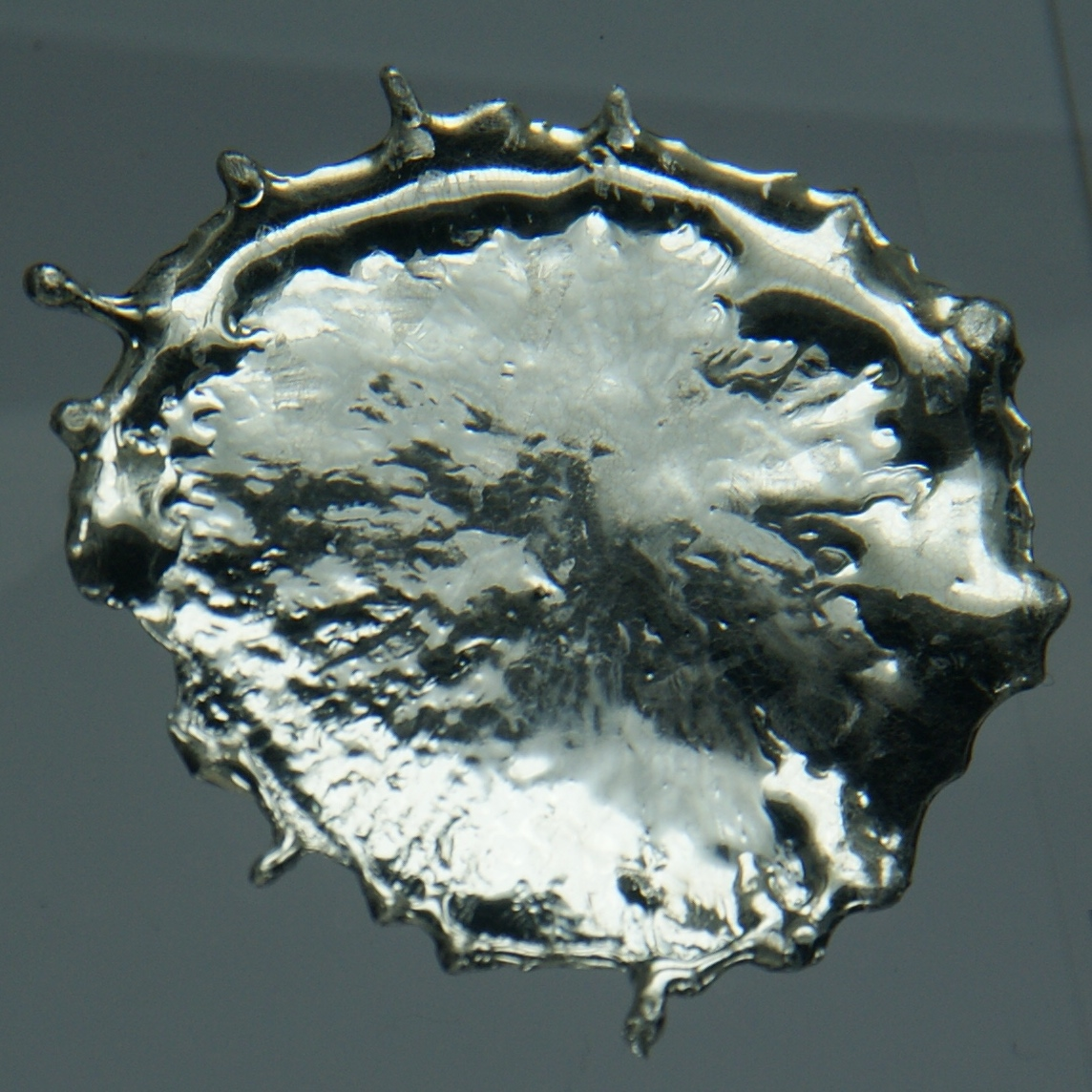
Gotita de estaño derretido solidificándose

El estaño es un metal maleable, blando, dúctil y de color blanco plateado muy cristalino. Cuando se dobla una barra de estaño, puede oírse un sonido crepitante conocido como el "grito del estaño" debido a la macla de los cristales. El estaño se funde a temperaturas bajas de aproximadamente 232 grados Celsius (449,6 °F), las más bajas del grupo 14. El punto de fusión se reduce aún más a 177,3 grados Celsius (351,1 °F) para las partículas de 11 nm.
El β-estaño (la forma metálica, o estaño blanco, estructura BCT), que es estable a la temperatura ambiente y por encima de ella, es maleable. En cambio, el α-estaño (forma no metálica, o estaño gris), que es estable por debajo de 13,2 grados Celsius (55,8 °F), es frágil. El α-estaño tiene una estructura cristalina cúbica similar a la del diamante, el silicio o el germanio. El α-estaño no tiene propiedades metálicas porque sus átomos forman una estructura covalente en la que los electrones no pueden moverse libremente. Se trata de un material pulverulento de color gris apagado que no tiene más usos comunes que unas pocas aplicaciones especializadas de semiconductores. Estos dos alótropos, el α-estaño y el β-estaño, se conocen más comúnmente como estaño gris y estaño blanco, respectivamente. Otros dos alótropos, γ y σ, existen a temperaturas superiores a 161 grados Celsius (321,8 °F)  y presiones superiores a varios GPa. En condiciones de frío, el estaño β tiende a transformarse espontáneamente en estaño α, un fenómeno conocido como «plaga del estaño» o «enfermedad del estaño». Algunas fuentes no verificables dicen también que, durante la campaña rusa de 1812 de Napoleón, las temperaturas se volvieron tan frías que los botones de estaño de los uniformes de los soldados se desintegraron con el tiempo, contribuyendo a la derrota de la Grande Armée, una leyenda persistente que probablemente no tenga ningún trasfondo en hechos reales.
Aunque la temperatura de transformación α-β es nominalmente 13,2 grados Celsius (55,8 °F), las impurezas (por ejemplo, Al, Zn, etc.) reducen la temperatura de transición muy por debajo de 0 grados Celsius (32,0 °F) y, al añadir antimonio o bismuto, la transformación podría no producirse en absoluto, aumentando la durabilidad del estaño.
Los grados comerciales de estaño (99,8%) resisten la transformación debido al efecto inhibidor de las pequeñas cantidades de bismuto, antimonio, plomo y plata presentes como impurezas. Los elementos de aleación como el cobre, el antimonio, el bismuto, el cadmio y la plata aumentan su dureza. El estaño tiende a formar con bastante facilidad fases intermetálicas duras y quebradizas, que suelen ser indeseables. No forma amplios rangos de solución sólida en otros metales en general, y pocos elementos tienen una solubilidad sólida apreciable en el estaño. Sin embargo, se dan sistemas simples de eutéctico con bismuto, galio, plomo, talio y zinc.
El estaño se convierte en un superconductor por debajo de 3,72 K y fue uno de los primeros superconductores que se estudiaron; el efecto Meissner, uno de los rasgos característicos de los superconductores, se descubrió por primera vez en los cristales de estaño superconductores.

### Químicas
El estaño resiste la corrosión, pero puede ser atacado por ácidos y álcalis. El estaño puede ser muy pulido y se utiliza como capa protectora para otros metales. Una capa protectora de óxido (pasivación) impide una mayor oxidación, la misma que se forma en el estaño y otras aleaciones de estaño. El estaño actúa como catalizador cuando el oxígeno está en solución y ayuda a acelerar la reacción química.

### Isótopos
El estaño tiene diez isótopos estables, con masas atómicas de 112, 114 a 120, 122 y 124, el mayor número de cualquier elemento. De ellos, los más abundantes son el 120Sn (casi un tercio de todo el estaño), el 118Sn y el 116Sn, mientras que el menos abundante es el 115Sn. Los isótopos con número de masa par no tienen  espín nuclear, mientras que los impares tienen un espín de +1/2. El estaño, con sus tres isótopos comunes 116Sn, 118Sn, y 120Sn, es uno de los elementos más fáciles de detectar y analizar por espectroscopia de resonancia magnética nuclear, y sus  desplazamientos químicos están referenciados frente a SnMe
4.
Se cree que este gran número de isótopos estables es un resultado directo del número atómico 50, un «número mágico» en la física nuclear. El estaño también se presenta en 31 isótopos inestables, que abarcan todas las masas atómicas restantes de 99 a 139. Aparte del 126Sn, con una vida media de 230 000 años, todos los radioisótopos tienen una vida media inferior a un año. El radiactivo 100Sn, descubierto en 1994, y el 132Sn son dos de los pocos núclidos con un núcleo «mágico doblemente»: a pesar de ser inestables, al tener relaciones protón-neutrón muy asimétricas, representan puntos finales más allá de los cuales la estabilidad cae rápidamente. Se han caracterizado otros 30  isómeros metaestables para isótopos entre 111 y 131, siendo el más estable el 121mSn con una vida media de 43,9 años.
Las diferencias relativas en las abundancias de los isótopos estables del estaño pueden explicarse por sus diferentes modos de formación en la nucleosíntesis estelar. El  116Sn hasta el 120Sn inclusive se forman en el s (captura lenta de neutrones) en la mayoría de las estrellas y, por tanto, son los isótopos más comunes, mientras que el 122Sn y el 124Sn sólo se forman en el r-proceso (captura rápida de neutrones) en supernovas y son menos comunes. (Los isótopos 117Sn hasta 120Sn también reciben contribuciones del proceso r). Por último, los isótopos más raros ricos en protones, 112Sn, 114Sn y 115Sn, no pueden producirse en cantidades significativas en los procesos s o r y se consideran entre los núcleos p, cuyos orígenes aún no se conocen bien. Algunos de los mecanismos especulados para su formación incluyen la captura de protones así como la fotodesintegración, aunque el 115Sn también podría producirse parcialmente en el proceso s, tanto directamente, como en calidad de hija de los 115In de larga vida.

## Usos
- Se usa como protector del hierro, del acero y de diversos metales usados en la fabricación de latas de conserva.
- También se usa para disminuir la fragilidad del vidrio.
- Los compuestos de estaño se usan para fungicidas, tintes, dentífricos y pigmentos.
- Se usa para realizar bronce, aleación de estaño y cobre.[1]
- Se usa para la soldadura blanda, aleado con plomo.
- Se usa en aleación con plomo para fabricar la lámina de los tubos de los órganos musicales.
- Tiene utilidad en etiquetas.
- Se usa como material de aporte en soldadura blanda con cautín, bien puro o aleado. La directiva RoHS prohíbe el uso de plomo en la soldadura de determinados aparatos eléctricos y electrónicos.

- El estaño también se utiliza en la industria de la cerámica para la fabricación de los esmaltes cerámicos. Su función es la siguiente: en baja y en alta es un opacificante. En alta la proporción del porcentaje es más alto que en baja temperatura.
- Es usado también en el sobretaponado de botellas de vino, en forma de cápsula. Su uso se extendió tras la prohibición del uso del plomo en la industria alimentaria. España es uno de los mayores fabricantes de cápsulas de estaño.

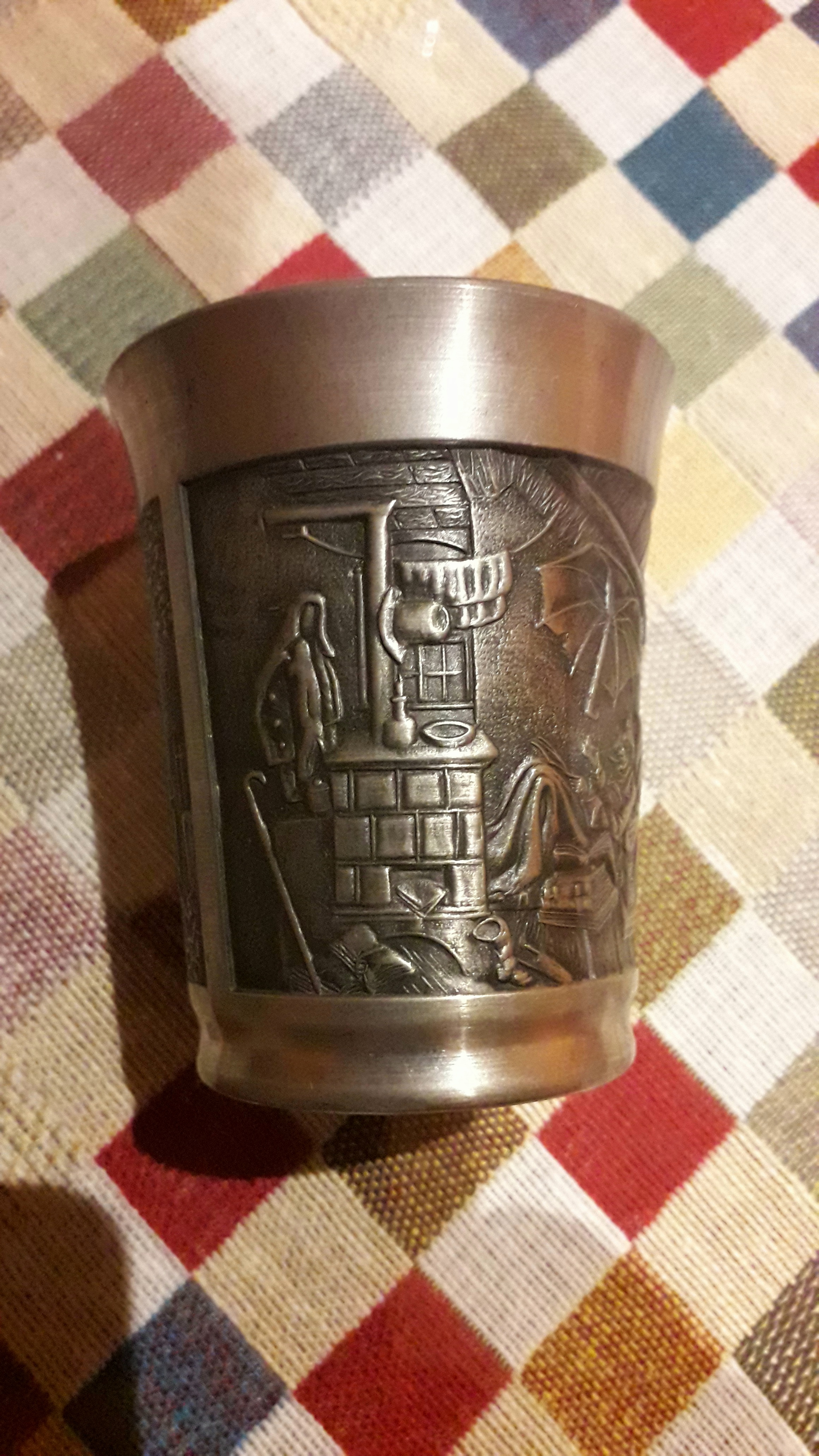
Vaso alemán de estaño.

## Historia

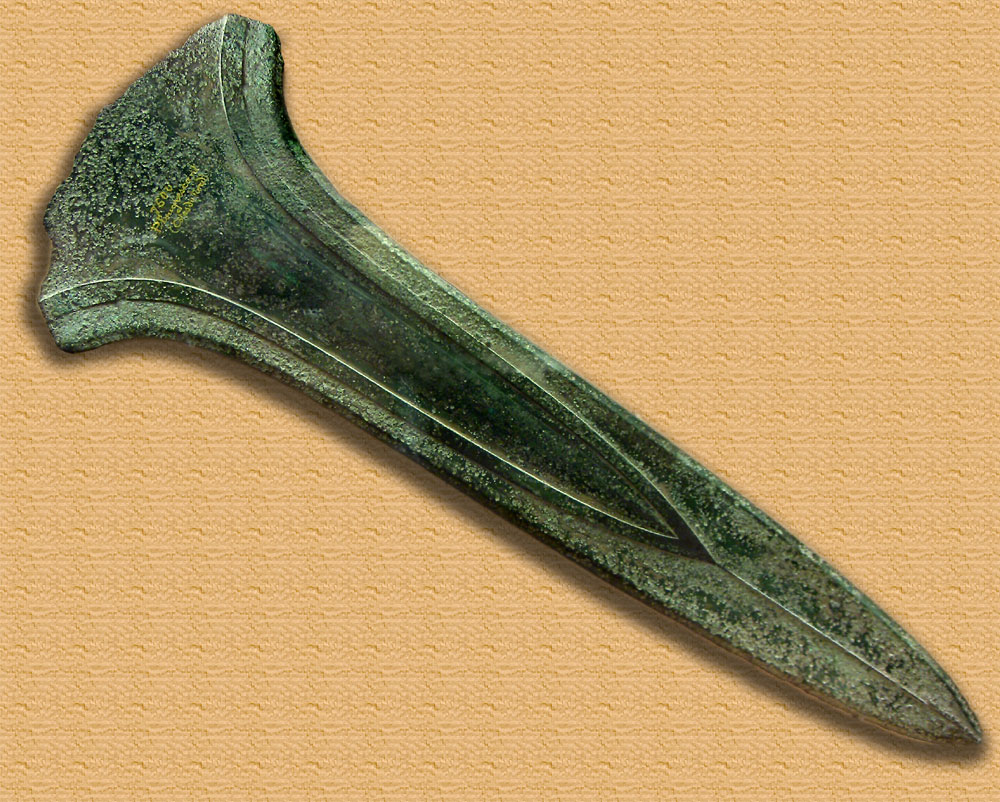
Espada ceremonial de bronce del tipo Plougrescant-Ommerschans, Plougrescant, Francia, 1500-1300 a. C.

El uso del estaño comenzó en el Cercano Oriente y los Balcanes alrededor del 4000 a. C., utilizándose en aleación con el cobre para producir un nuevo material, el bronce, dando así origen a la denominada «Edad del Bronce». La importancia de la nueva aleación, con la que se fabricaban armas y herramientas más eficaces que las de piedra o de hueso habidas hasta entonces, originó durante toda la Antigüedad un intenso comercio a largas distancias con las zonas donde existían yacimientos de estaño.
Los primeros objetos de bronce tenían un contenido de estaño o arsénico inferior al 2 %, por lo que se cree que son el resultado de una aleación no intencionada debida al contenido de trazas de metal en el mineral de cobre. La adición de un segundo metal al cobre aumenta su dureza, reduce la temperatura de fusión y mejora el proceso de fundición al producir una masa fundida más fluida que se enfría hasta obtener un metal más denso y menos esponjoso. Esta fue una innovación importante que permitió las formas mucho más complejas fundidas en moldes cerrados de la Edad del Bronce. Los objetos de bronce arsenical aparecen primero en el Cercano Oriente, donde el arsénico se encuentra comúnmente en asociación con el mineral de cobre, pero los riesgos para la salud se hicieron patentes rápidamente y la búsqueda de fuentes de los minerales de estaño, mucho menos peligrosos, comenzó a principios de la Edad del Bronce. Esto creó la demanda del raro metal de estaño y formó una red comercial que unió las fuentes distantes de estaño con los mercados de las culturas de la Edad del Bronce.[cita requerida]
La casiterita (SnO2), la forma de óxido de estaño, fue muy probablemente la fuente original de estaño en la antigüedad. Otras formas de minerales de estaño son los sulfuros menos abundantes, como la estannita, que requieren un proceso de fundición más complicado. La casiterita suele acumularse en canales aluviales como  depósitos de placer porque es más dura, más pesada y más resistente químicamente que el granito que la acompaña. La casiterita suele ser de color negro o generalmente oscuro, y estos depósitos pueden verse fácilmente en las riberas de los ríos. Los  depósitos aluviales pueden haber sido recogidos y separados incidentalmente por métodos similares al bateo de oro.

## Obtención

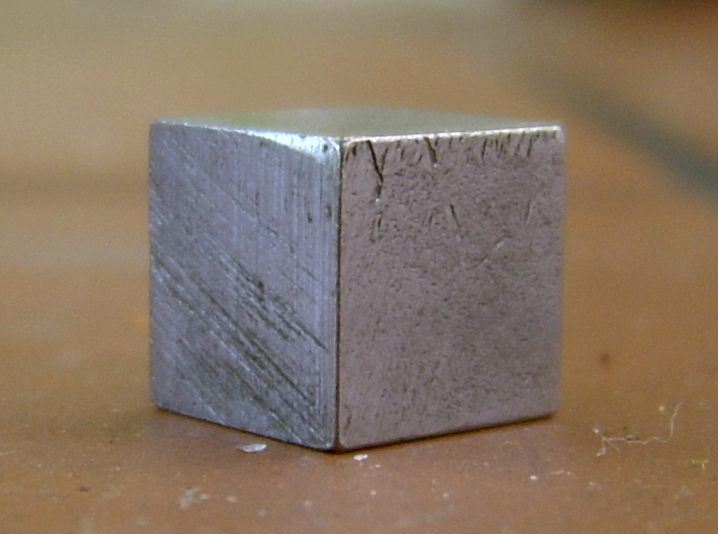
Cubo de estaño

El estaño se obtiene del mineral casiterita donde se presenta como óxido (óxido de estaño (IV) o dióxido de estaño). Dicho mineral se muele y se enriquece en dióxido de estaño por flotación, después se tuesta y se calienta con coque en un horno de reverbero con lo cual se obtiene el metal.

## Aleaciones

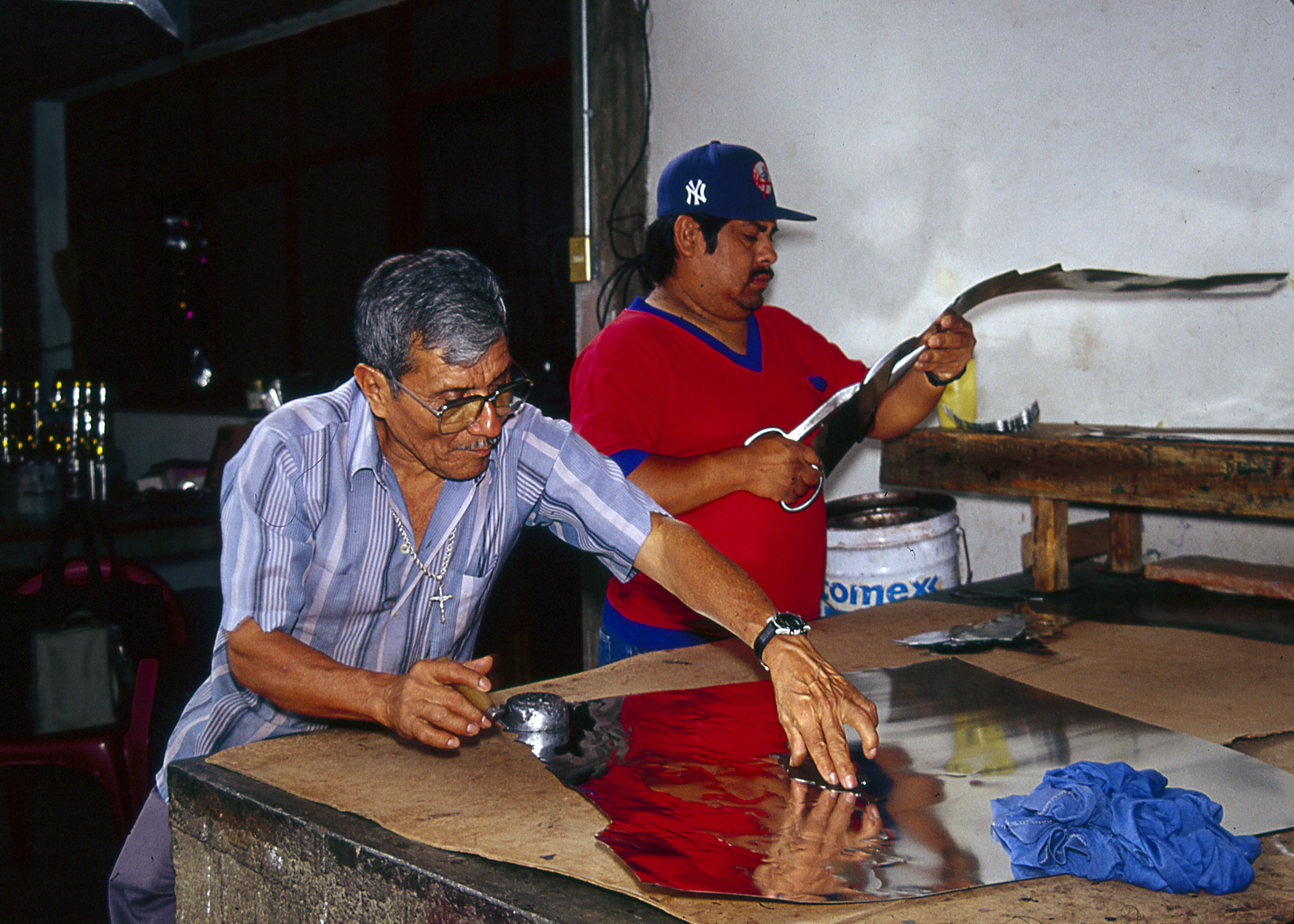
Artesanos trabajan con hojas de estaño

Las aleaciones con base de estaño, también conocidas como metales blancos, generalmente contienen cobre, antimonio y plomo. Estas aleaciones tienen diferentes propiedades mecánicas, dependiendo de su composición.
Algunas aleaciones de estaño, cobre y antimonio son utilizadas como materiales antifricción en cojinetes, por su baja resistencia de cizalladura y su reducida adherencia.
Las aleaciones estaño y plomo se comercializan en varias composiciones y puntos de fusión, siendo la aleación eutéctica aquella que tiene un 61,9 % de estaño y un 38,1 % de plomo, con un punto de fusión de 183 °C. El resto de aleaciones estaño-plomo funden en un rango de temperaturas en el cual hay un equilibrio entre la fase sólida y la fase líquida durante los procesos de fusión y de solidificación, dando lugar a la segregación de la fase sólida durante la solidificación y, por tanto, a estructuras cristalinas diferentes. La aleación eutéctica, que necesita menor temperatura para llegar a la fase líquida es muy utilizada en la soldadura blanda de componentes electrónicos para disminuir las probabilidades de daño por sobrecalentamiento de dichos componentes. Algunas aleaciones basadas en estaño y plomo tienen además pequeñas proporciones de antimonio (del orden del 2,5 %). El principal problema de las aleaciones con plomo es el impacto ambiental potencial de sus residuos, por lo que están en desarrollo aleaciones libres de plomo, como las aleaciones de estaño-plata-cobre o algunas aleaciones estaño-cobre.
El peltre es una aleación de estaño, plomo y antimonio utilizada para utensilios decorativos. El estaño también es utilizado en aleaciones de prótesis dentales, aleaciones de bronce y aleaciones de titanio y circonio.

## Producción
Los principales productores de estaño del mundo son China, Malasia, Perú, Indonesia, Bolivia y Brasil (especialmente en el estado de Minas Gerais)
| \| País \| Producción mundial en 2019, en miles de toneladas por año \| \| ------------------------------- \| --------------------------------------------------------- \| \| China \| 84,5 \| \| Indonesia \| 77,5 \| \| Birmania \| 42,0 \| \| Perú \| 19,9 \| \| Bolivia \| 17,0 \| \| Brasil \| 14,0 \| \| República Democrática del Congo \| 12,2 \| \| Australia \| 7,7 \| \| Nigeria \| 5,8 \| \| Vietnam \| 5,5 \| |                                                           |
| Fuente: United States Geological Survey (USGS) - 2021 |                                                           |
| País | Producción mundial en 2019, en miles de toneladas por año |
| China | 84,5                                                      |
| Indonesia | 77,5                                                      |
| Birmania | 42,0                                                      |
| Perú | 19,9                                                      |
| Bolivia | 17,0                                                      |
| Brasil | 14,0                                                      |
| República Democrática del Congo | 12,2                                                      |
| Australia | 7,7                                                       |
| Nigeria | 5,8                                                       |
| Vietnam | 5,5                                                       |

Forma parte del grupo de minerales de conflicto llamado 3TG, compuesto por la casierita, la wolframita, el coltán y el oro. Este grupo de minerales es más conocido por las siglas en inglés de sus metales derivados más utilizados: tin (estaño), tungsten (tungsteno), tantalio (tántalo) y gold (oro). Tanto los minerales como los metales derivados son recursos críticos para las industrias como la electrónica, la automotriz o la aviación; y son regulados por legislaciones de alcance internacional como la ley estadounidense Dodd Frank (sección 1502) o la Regulación de los Mienerales de Conflicto de la UE debido a que en numerosas ocasiones estos minerales se extraen en zonas de conflicto y sirven para financiar y perpetuar estos conflictos.

## Efectos toxicológicos
Tanto el estaño metálico como sus compuestos orgánicos e inorgánicos, ya sean formados de manera natural o en sus usos industriales, puede producir efectos tóxicos sobre el medio ambiente y los seres vivos expuestos a ellos.
El estaño es liberado en el medio ambiente por procesos naturales y por las actividades humanas, tales como la minería, la combustión de petróleo y carbón, además de las actividades industriales asociadas a la producción y usos del estaño.
El estaño metálico cuando se encuentra en la atmósfera en forma gaseosa se adhiere a las partículas de polvo, las cuales pueden ser movilizadas por la acción del viento la lluvia o la nieve.
Cuando se libera el estaño metálico en el medio ambiente, este se puede unir con el cloro, azufre u oxígeno para formar compuestos inorgánicos de estaño, tales como el cloruro de estaño, sulfuro de estaño, u dióxido de estaño. Este tipo de compuestos no pueden ser degradados y solo pueden cambiar su forma química, de manera que son adheridos por el suelo y los sedimentos o son disueltos en el agua.
Cuando se combina con el carbono puede formar compuestos orgánicos tales como dibutilestaño, tributilo de estaño y el trifenilestaño. Este tipo de compuestos pueden ser acumulados en el suelo o en el agua, o ser degradados a compuestos inorgánicos por la acción de la luz solar o las bacterias. El tiempo de permanencia en el medio de estos compuestos es variable en función del compuesto, pudiendo ser desde días hasta meses en el agua, y años si se encuentran en el suelo. Debido a su forma química los compuestos orgánicos de estaño también pueden bioacumularse al ser asimilado por el metabolismo de los seres vivos, sufriendo un proceso de biomagnificación a lo largo de las diferentes redes tróficas.

### Ser humano
Las principales vías de intoxicación con estaño en humanos son:
- La ingestión de alimentos o bebidas que se encuentran envasados en latas hechas con estaño, aunque la mayoría de las que se encuentran actualmente en el mercado están protegidas mediante una laca protectora.
- Ingestión de pescados o mariscos que procedan de aguas contaminadas con este metal.
- Contacto con productos domésticos que contengan compuestos de estaño, como algunos plásticos tales como el PVC.
- Respirar aire que contenga vapores de estaño o polvo de estaño.

El estaño metálico en sí no es muy tóxico para el ser humano ya que en el tracto digestivo no se absorbe de manera efectiva, pero la inhalación de los vapores de estaño sí que es nociva para el aparato respiratorio.
La ingestión de grandes cantidades de compuestos inorgánicos de estaño puede producir dolores de estómago, anemia, y alteraciones en el hígado y los riñones.
La inhalación o la ingesta de compuestos orgánicos de estaño (tales como el trimetilestaño y el trietilestaño) pueden interferir con el funcionamiento del sistema nervioso y el cerebro. En casos graves, puede causar la muerte. Otros compuestos orgánicos de estaño (tales como el dibutilestaño y el tributilestaño) afectan el sistema inmunitario y a la reproducción en animales, aunque esto no se ha evaluado aún en seres humanos.
Tanto compuestos orgánicos como inorgánicos pueden producir irritación por contacto con la piel o los ojos.

### Límites legales
Los límites legales de contenido de estaño inorgánico marcados por la Unión Europea son:
| Estaño inorgánico | Contenidos máximos (mg/kg peso fresco) |
| --- | -------------------------------------- |
| Alimentos enlatados diferentes de las bebidas | 200                                    |
| Bebidas enlatadas incluidos zumos de frutas y verduras | 100                                    |
| Alimentos infantiles enlatados y alimentos enlatados elaborados a base de cereales para lactantes y niños de corta edad, excepto productos deshidratados y en polvo        | 50                                     |
| Preparados para lactantes y preparados de continuación enlatados (incluida la leche para lactantes y la leche de continuación), excepto productos deshidratados y en polvo | 50                                     |
| Alimentos dietéticos enlatados destinados a usos médicos especiales, específicamente destinados a los lactantes, excepto productos deshidratados y en polvo                | 50                                     |